# Färjsundet
Färjsundet är ett sund mellan de två åländska kommunerna Finström och Saltvik. Färjsundet delar Åland i en västlig och en östlig del, och den nuvarande bron över sundet byggdes 1937.
I Färjsundet finns också en oljehamn och två badstränder: Godby badstrand (Finström) och Västerviken (Saltvik).

## Galleri

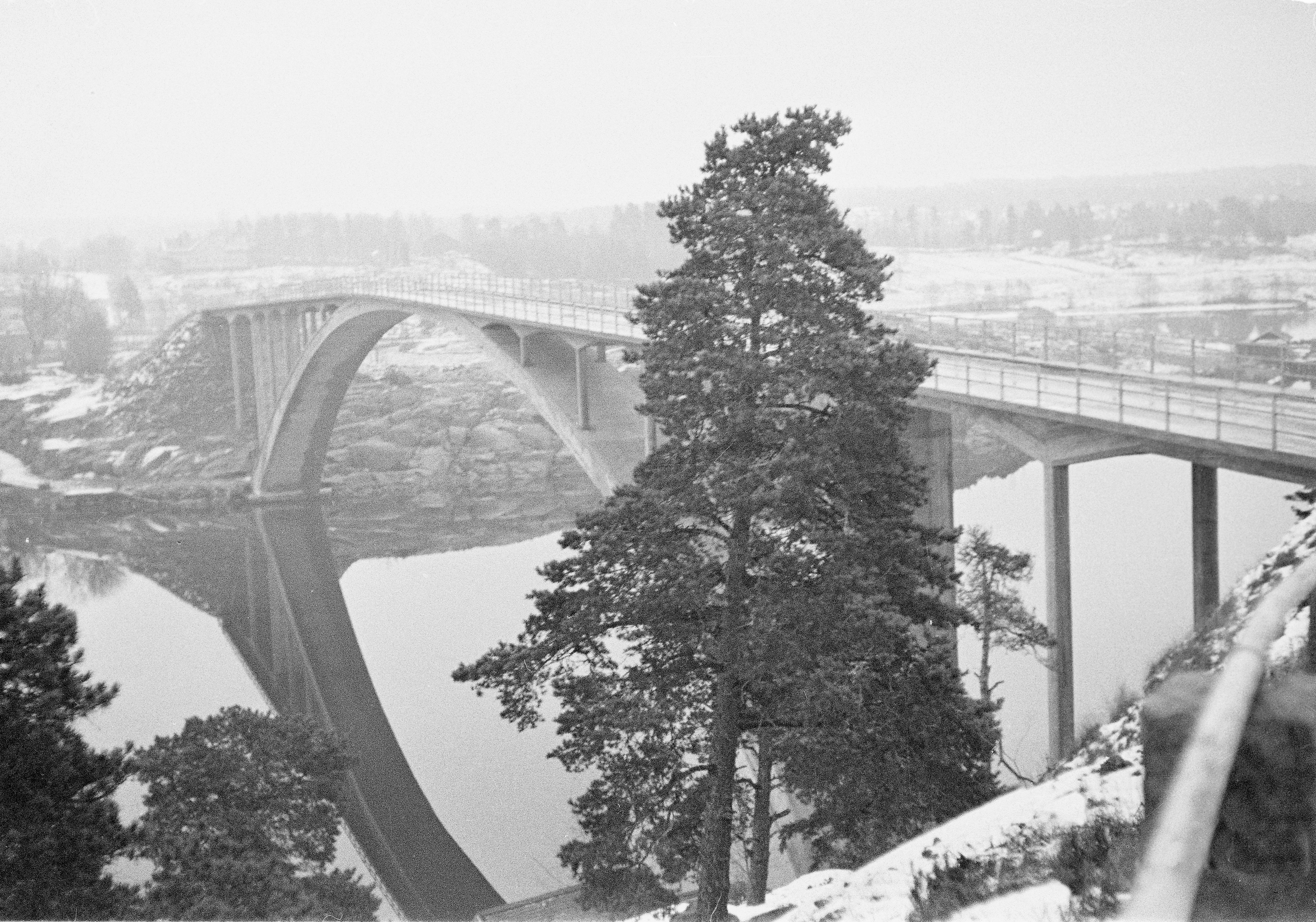
Färjsundsbron 1939–1945.
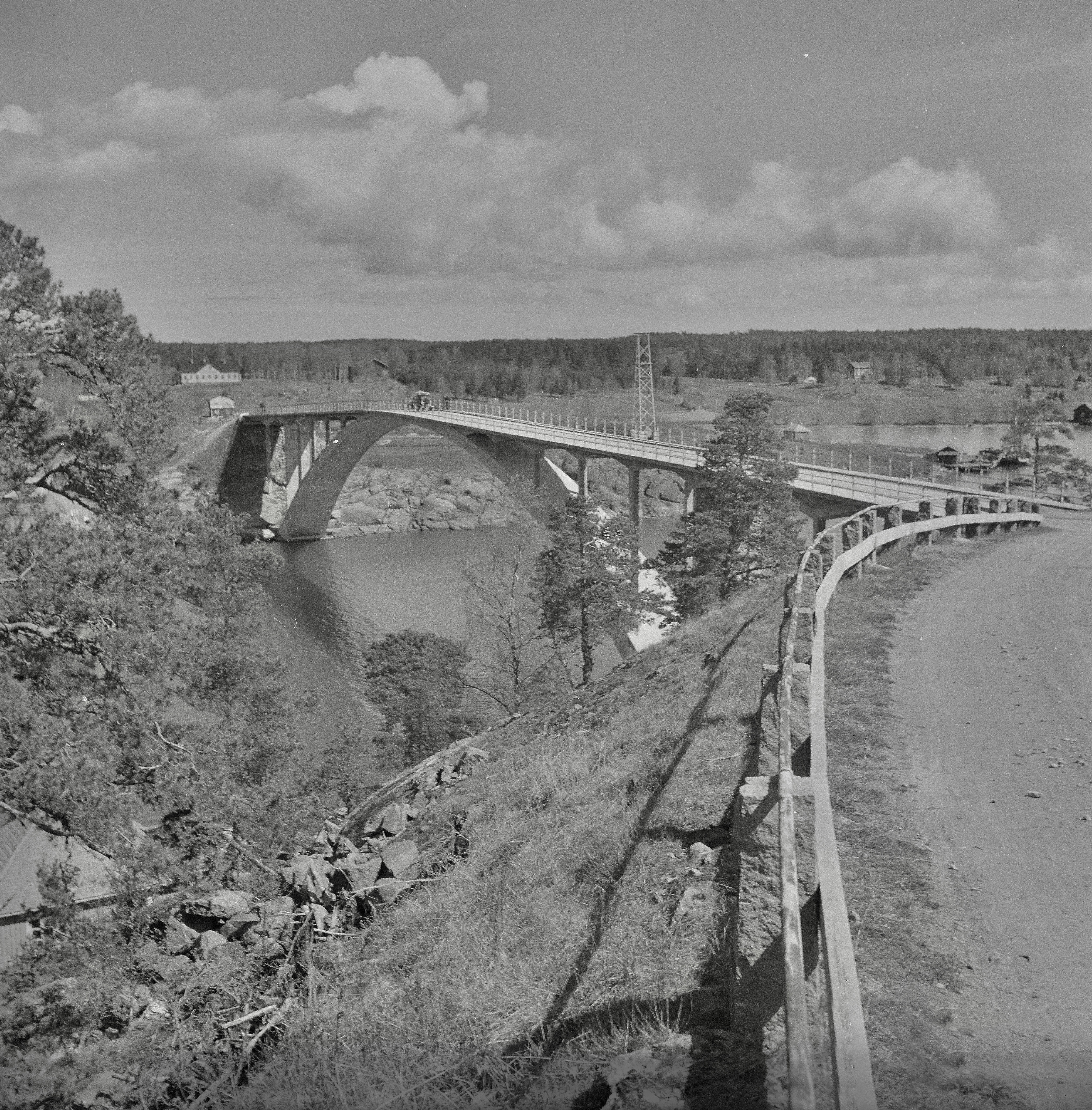
Färjsundsbron 1944.
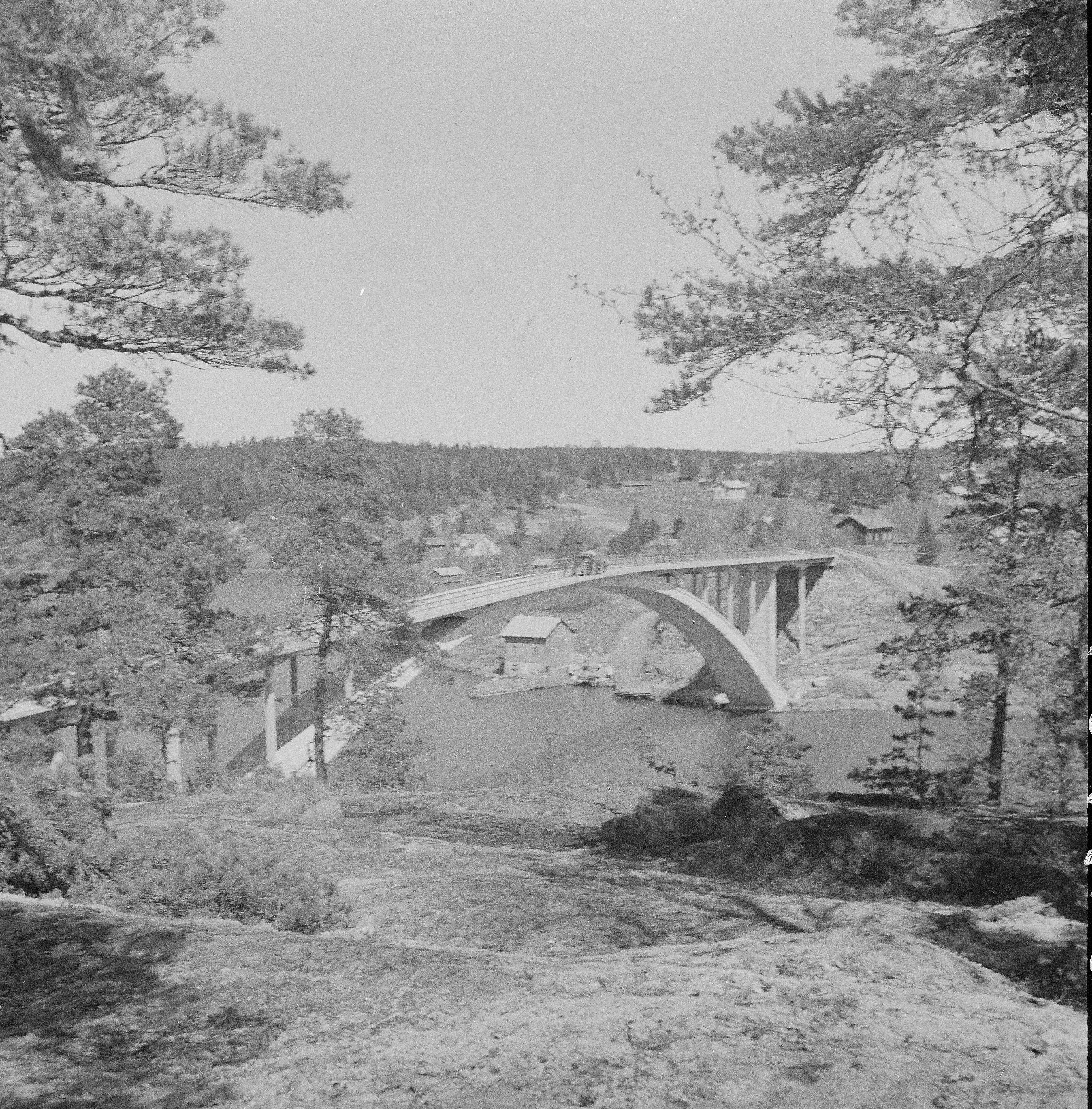
Färjsundsbron 1944.